# ディミトゥリ・ヤシュヴィリ
ディミトゥリ・ヤシュヴィリ（Dimitri Yachvili、1980年9月19日 - ）はフランス、ブリーヴ＝ラ＝ガイヤルド（コレーズ県）出身の元ラグビー選手。ジョージア系フランス人。

## キャリア
ファビアン・ガルティエ引退後のフランス代表スクラムハーフとしてチームをリードし、ラグビーワールドカップ2003でのベスト4進出、ラグビーワールドカップ2011での準優勝などに貢献した。クラブチームでは長くビアリッツ・オランピックに所属した。2014年4月10日、引退を発表。

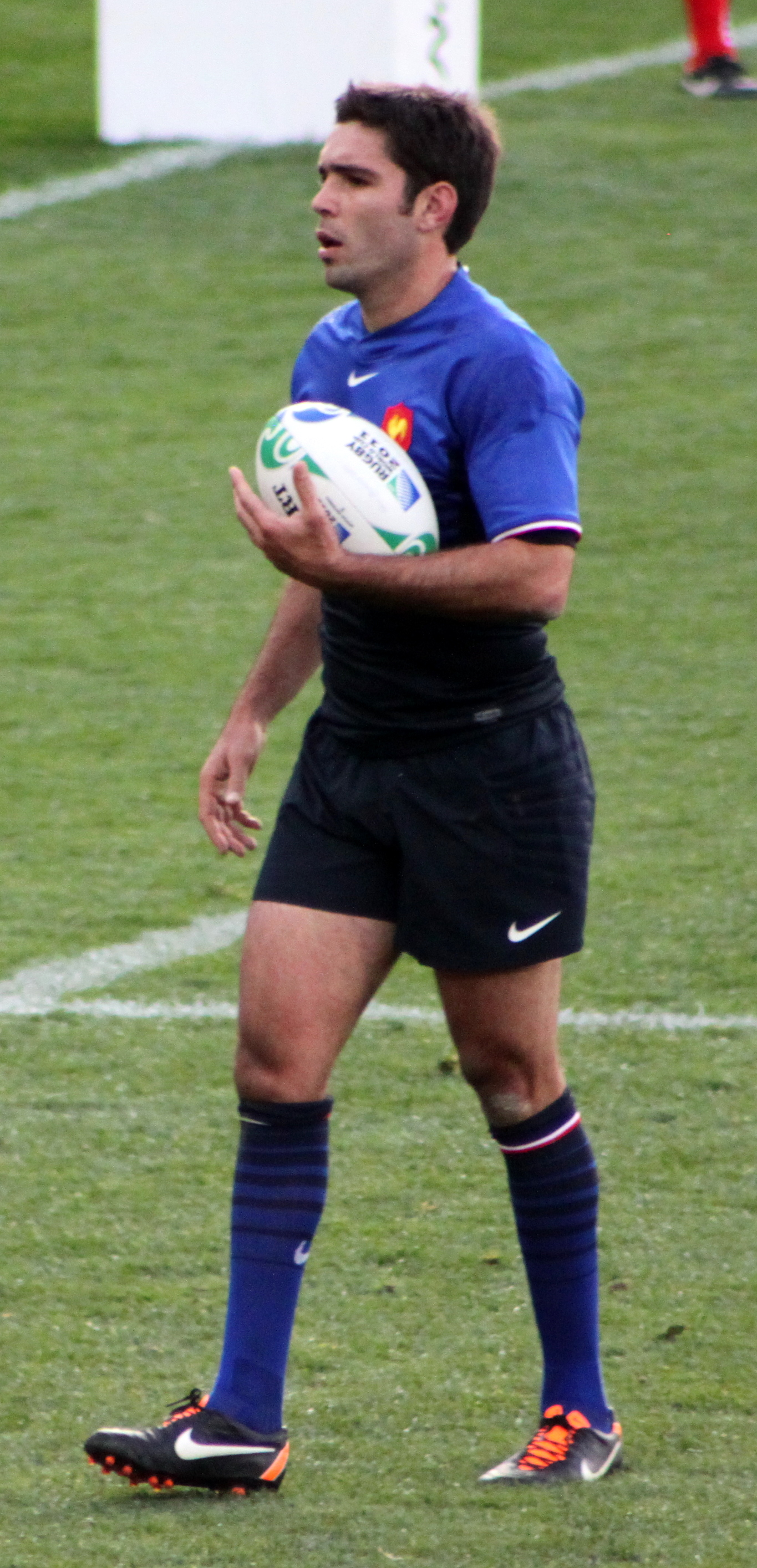
フランス代表でのヤシュヴィリ

## プレイスタイル
スクラムハーフとしてゲームのコントロールを任されるだけでなく、プレースキックのキッカーとしてフランス代表、クラブチームで数多くの得点をあげた。

## キャリア

### クラブ
- 2001-2002　グロスター・ラグビー・クラブ
- 2002-2014  ビアリッツ・オランピック

## タイトル

### フランス代表
- 60セレクション、60試合、373得点。
- シックスネーションズ：4(2003)、5(2004)、5(2005)、5(2006)、1(2007)、3(2008)、1(2010)、3(2011)、2(2012)。
  - 優勝：2004、2006、2007、2010。

### ワールドカップ
- 2003年：2セレクション
- 2011年：7セレクション